# 那須塩原駅前温泉
那須塩原駅前温泉（なすしおばらえきまえおんせん）は、栃木県那須塩原市唐杉にある温泉、および同温泉を使用した日帰り入浴施設である。2020年10月2日にオープンした。
白河井戸ボーリングにより運営されており、施設も同社那須営業所敷地内に設置されている。

## 温泉概要
- 泉質：ナトリウム・カルシウム塩化物温泉[1]

地下1,500mから汲み上げており、湯はエメラルドグリーンの濁り湯で、黒い湯の花がある。

## 施設概要
浴室は男女入れ替え制で、両方に内湯と露天風呂、片方にサウナ室と水風呂（水温15℃の井戸水を使用）がある。

## アクセス
JR東日本宇都宮線および東北新幹線の那須塩原駅西口から車で約5分
路線バス利用の場合は、同駅西口より那須塩原市営バス 黒磯線で「唐杉南」バス停下車